# Олонецкий проезд
Оло́нецкий прое́зд — улица на северо-востоке Москвы в Бабушкинском районе Северо-восточного административного округа, от улицы Менжинского на север вдоль реки Яуза.

## Название
Назван в 1978 году в связи с близостью к упразднённой Олонецкой улице бывшего города Бабушкина. Название происходит от карельского города Олонец на реке Олонка (в древности — река Олонец).

## Расположение
Олонецкий проезд проходит с юга на север и начинается от улицы Менжинского вдоль Яузы, огибает Раевское кладбище, затем пересекает Староватутинский проезд и оканчивается на территории Московского суворовского военного училища, где нет свободного движения автотранспорта. По территории училища выходит на Енисейскую улицу и Извилистый проезд. В месте пересечения со Староватутинским проездом в рекреационной зоне есть пешеходный переход через Яузу с выходом в Северное Медведково на Сухонскую улицу и улицу Молодцова.

## Учреждения и организации
На нечётной стороне:
- № 5 — бассейн ФОК «Яуза»; спортивный клуб «Мир самбо».

На чётной стороне:
- влад. 2 — Раевское кладбище;
- № 4, корп. 2 — бизнес-центр «Олонецкий»;
- № 6 — школа № 311.

## Галерея

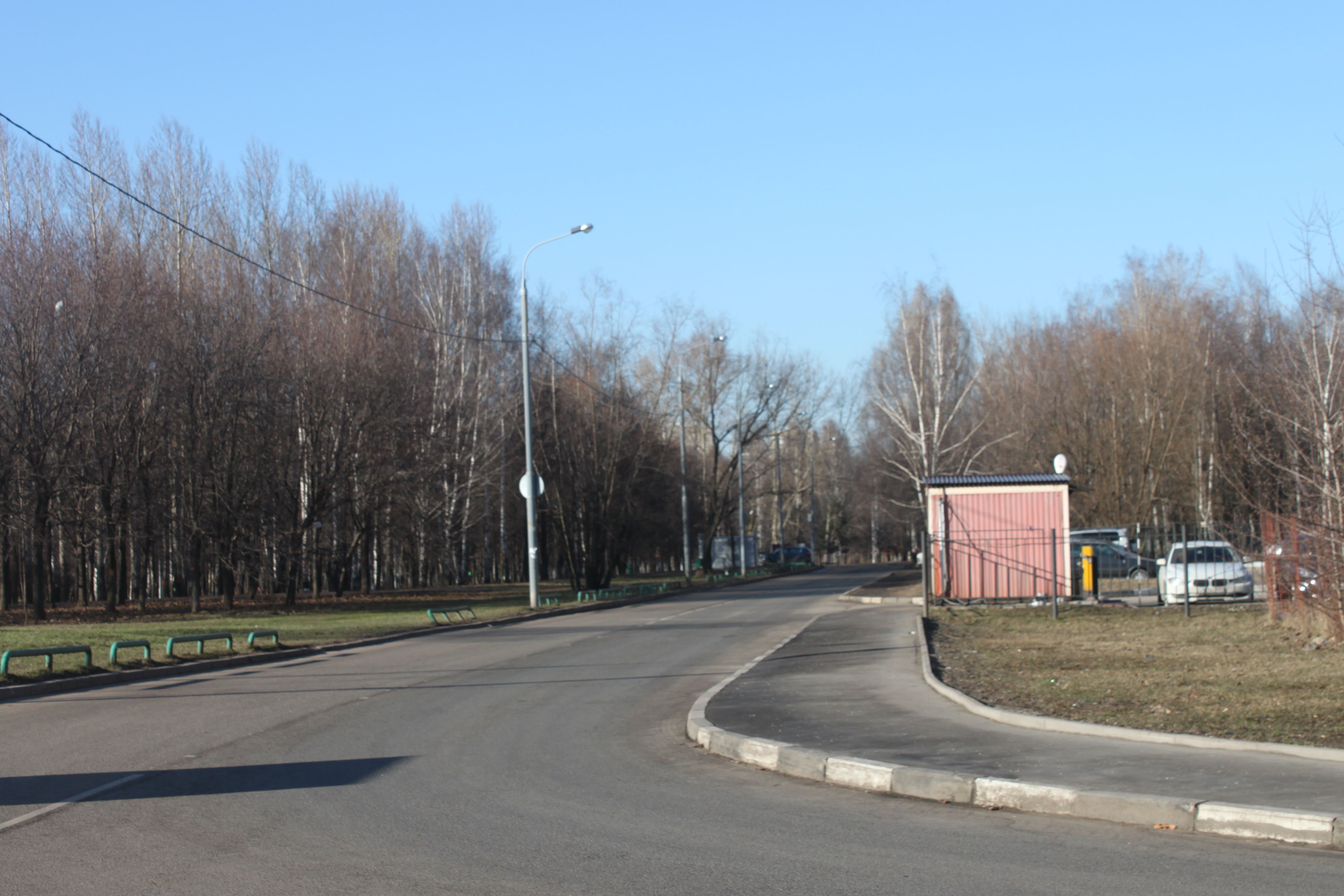
Вид со Староватутинского проезда
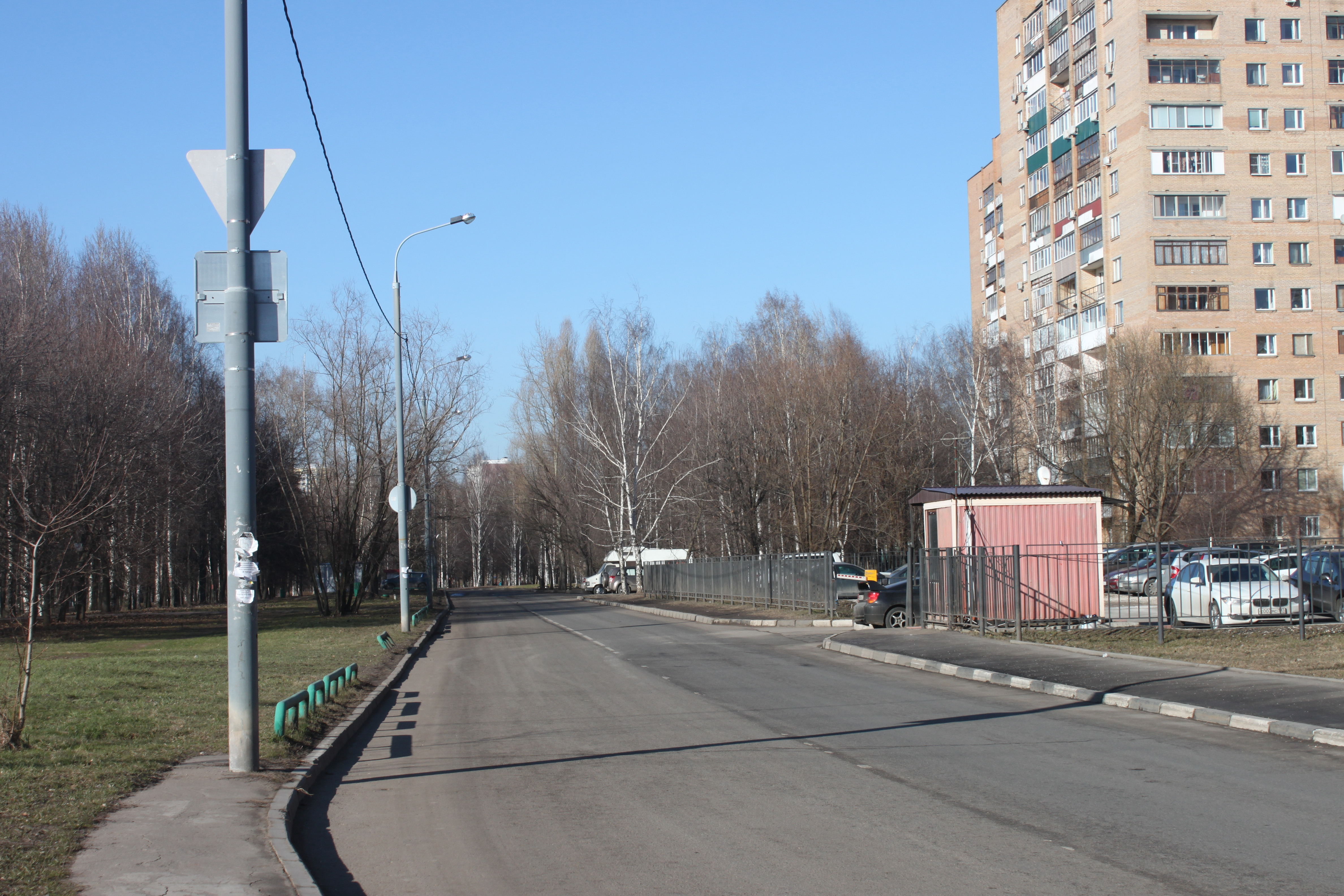
Вид на север
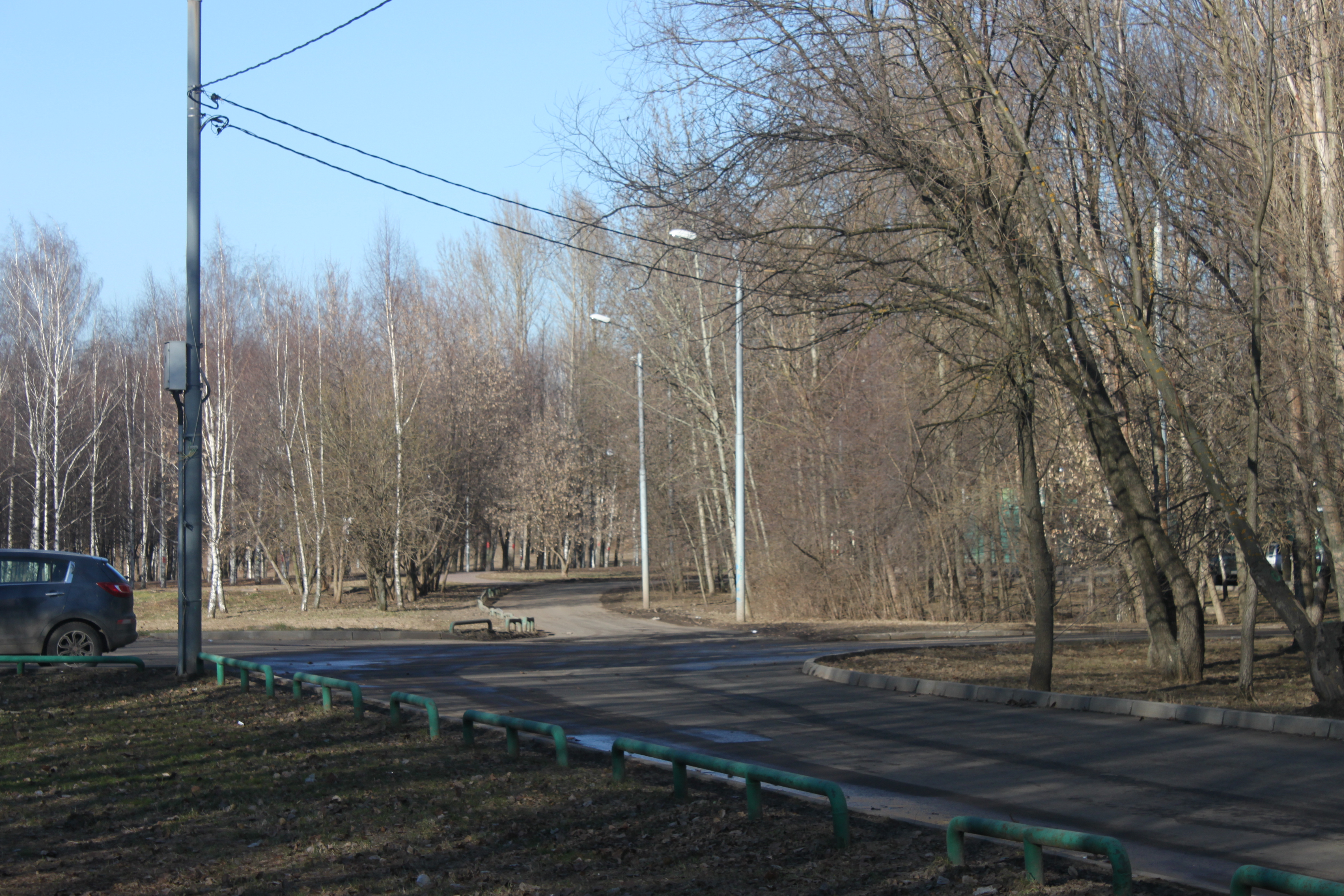
Вид из парка на север
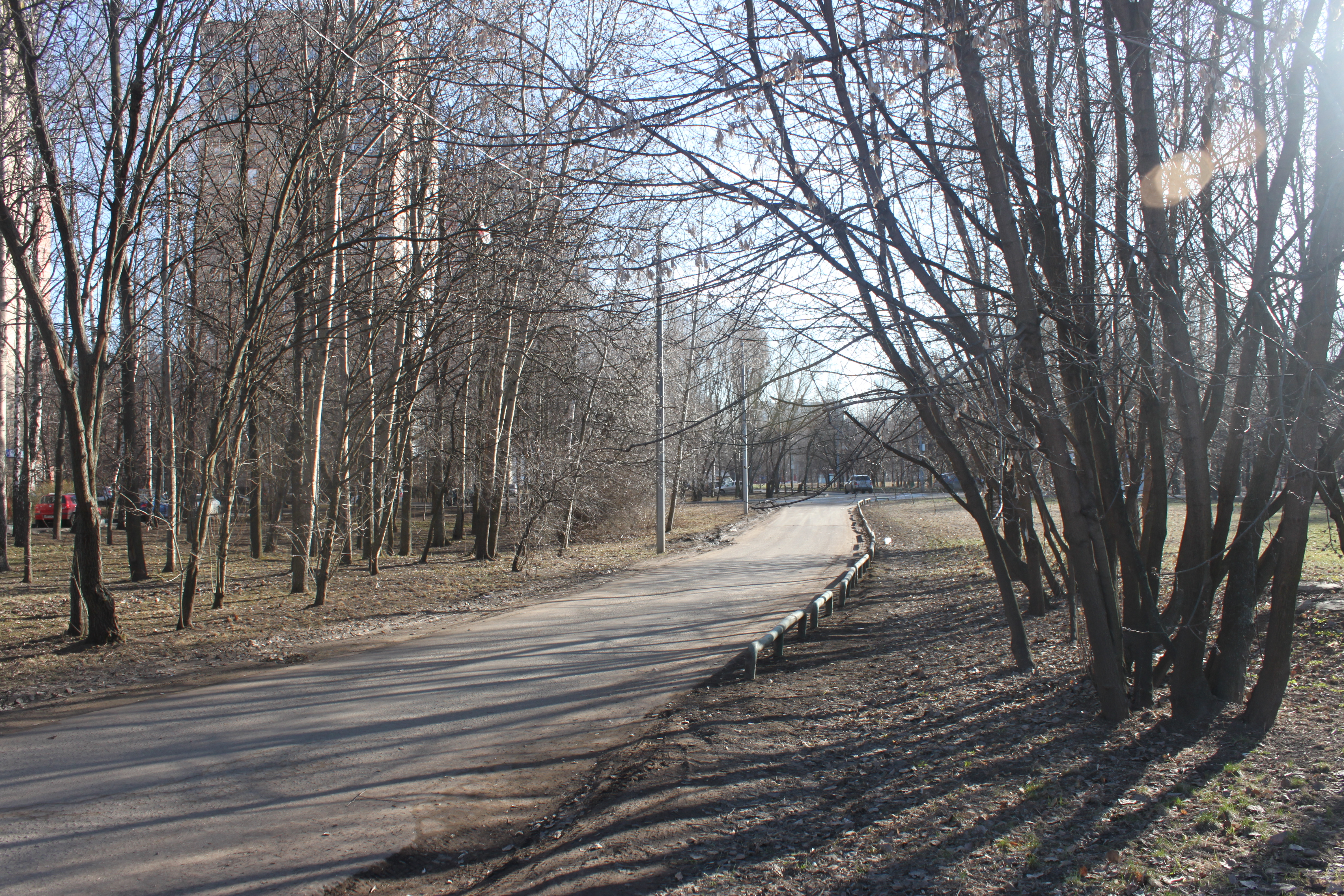
Начало улицы

## См.также
- Раевское кладбище
- Олонецкая улица